# Зборова
Зборова — геологічне оголення на лівому березі Дніпра, за 1,9 км на північний захід від с. Зборів Рогачовського району Гомельської області; геологічна пам'ятка природи республіканського значення. Оголена товща антропогенних відкладень включає лінзу озерно-болотних відкладів муравинського міжльодовиков'я. Площа оголення становить 100 м². Охоронний статус наданий 27 грудня 1963 року.